# 1919년 독일 국가의회 선거
1919년 독일 총선은 1차 세계대전 이후, 독일 11월 혁명의 결과로 수립된 바이마르 공화국의 제헌의회 총선으로, 최초로 비례대표제가 도입되었으며, 여성들의 참정권이 인정되고 선거연령이 25세에서 20세로 낮아졌었다. 투표율은 83%를 기록했다.

## 배경
제1차 세계 대전 말 1918년 11월 9일 킬(Kiel) 군항에서 수병들이 폭동을 일으킴으로써 11월 혁명이 일어났다. 결국 11월 9일 황제 빌헬름 2세가 네덜란드로 망명하면서 제정이 무너졌고, 이와 함께 막스 폰 바덴 총리가 사임하면서 독일 사회민주당의 지도자인 프리드리히 에베르트에게 임시정부 수립을 위촉했다. 에베르트는 사민당 뿐만 아닌 독립사회민주당에도 내각구성에 참여할 것을 제안하였다. 이에 독립사민당이 에베르트의 제안을 수락함으로써 11월 9일 당일 공화국이 선포되었다

## 선거 결과
| 정당                                        | 득표수          | %               | 의석수          |                 |
| 1919년 1월 19일                             | 1919년 1월 19일 | 1919년 1월 19일 | 1919년 1월 19일 | 1919년 1월 19일 |
| ------------------------------------------- | --------------- | --------------- | --------------- | --------------- |
| 독일 사회민주당                             | 11,509,048      | 37.86           | 163             |                 |
| 독일 중앙당                                 | 5,980,216       | 19.67           | 91              |                 |
| 독일 민주당                                 | 5,641,825       | 18.56           | 75              |                 |
| 독일 국가인민당                             | 3,121,479       | 10.27           | 44              |                 |
| 독립사회민주당                              | 2,317,290       | 7.62            | 22              |                 |
| 독일 인민당                                 | 1,345,638       | 4.43            | 19              |                 |
| 바이에른 농민동맹                           | 275,125         | 0.91            | 4               |                 |
| 독일-하노버당                               | 77,226          | 0.25            | 1               |                 |
| 슐레스비히홀슈타인 농민과 농민노동자 민주당 | 57,913          | 0.19            | 1               |                 |
| 브라운슈바이크주 선거 협회                  | 56,858          | 0.19            | 1               |                 |
| 메클렌부르크 마을 동맹                      | 10,891          | 0.04            | 0               |                 |
| 독일 평화당                                 | 3,503           | 0.01            | 0               |                 |
| 독일 공무원, 고용인, 중산층당               | 1,438           | 0.00            | 0               |                 |
| 기독교사회당                                | 664             | 0.00            | 0               |                 |
| 중산층당                                    | 640             | 0.00            | 0               |                 |
| 독일 사회 귀족                              | 279             | 0.00            | 0               |                 |
| 민주 중산층당                               | 208             | 0.00            | 0               |                 |
| 사회개혁당                                  | 45              | 0.00            | 0               |                 |
| 기권/무효                                   | 124,562         | –               | –               |                 |
| 합계                                        | 30,524,848      | 100             | 421             |                 |
| 등록유권자/투표율                           | 37,362,100      | 83.02           | –               |                 |
| 1919년 2월 2일 – 동부의 장병들 대표         |                 |                 |                 |                 |
| 독일 사회민주당                             | 7,804           | 60.04           | 2               |                 |
| 독립사회민주당                              | 1,945           | 14.96           | 0               |                 |
| 독일 민주당                                 | 1,681           | 12.93           | 0               |                 |
| 무소속 명단                                 | 1,389           | 10.69           | 0               |                 |
| 독일 인민당                                 | 74              | 0.57            | 0               |                 |
| 독일 국가인민당                             | 62              | 0.48            | 0               |                 |
| 독일 중앙당                                 | 43              | 0.33            | 0               |                 |
| 기권/무효                                   | 390             | –               | –               |                 |
| 합계                                        | 13,388          | 100             | 2               |                 |
| 출처: Nohlen & Stöver, Gonschior.de         |                 |                 |                 |                 |